# Nous
Nous (en griego: νοes), es un concepto de la filosofía clásica, a veces equiparado a los de intelecto o inteligencia, para referirse a la facultad de la mente humana necesaria para entender qué es verdadero o real.Términos alternativos para referirse al concepto en idiomas occidentales modernos incluyen los de «entendimiento» y «mente», o a veces «pensamiento» o «razón» (en el sentido de 'aquello que razona' y no en el de la actividad de razonar). Se le describe asimismo a menudo como algo equivalente a la percepción excepto que funciona dentro de la mente (el llamado «ojo de la mente»). Se ha sugerido que el significado básico es algo similar a la «consciencia». El sentido cotidiano que tenía el término en la Antigua Grecia es comparable al concepto moderno de intuición o sentido común.En la Antigua Grecia, el nous (intelecto) o nous correspondía al espíritu, la parte más elevada y divina del alma.

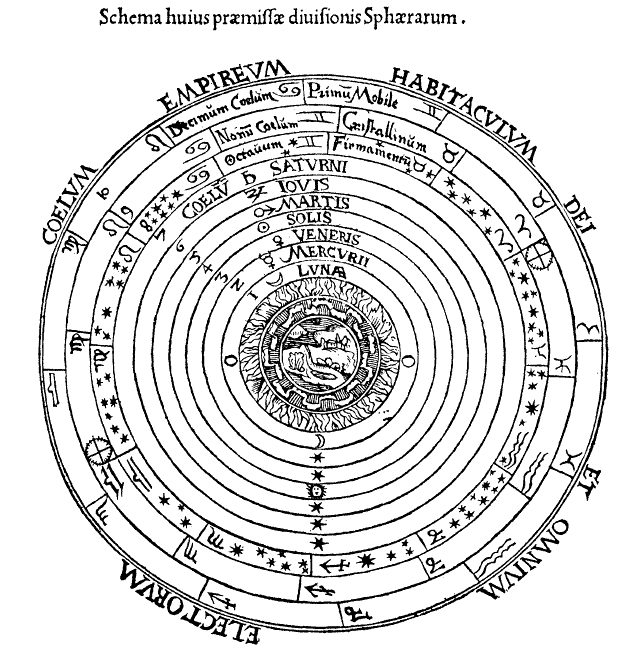
Este diagrama muestra la comprensión medieval de las esferas del cosmos, derivada de Aristóteles y según la explicación estándar de Ptolomeo. Se llegó a comprender que al menos la esfera más exterior (marcada como "Primũ Mobile") tiene su propio intelecto, inteligencia o nous, un equivalente cósmico de la mente humana.

En la filosofía griega, el nous constituye la forma más elevada de racionalidad capaz de captar los principios fundamentales de la realidad. A diferencia de la percepción, que brinda conciencia de las propiedades cambiantes y accidentales de las cosas, el nous consiste en comprender su naturaleza esencial e inmutable. Además, sustituye a la creencia, que puede alcanzar la verdad pero se queda corta a la hora de explicar el por qué y el para qué de las cosas.
En la filosofía de Aristóteles, que influyó en las concepciones posteriores de la categoría, el nous se diferenciaba cuidadosamente de la percepción sensorial, la imaginación y la razón, aunque estos términos están estrechamente interrelacionados. Al parecer, el término ya había sido distinguido por filósofos anteriores como Parménides, cuyas obras se han perdido en gran parte. En las discusiones postaristotélicas, los límites exactos entre percepción, entendimiento de la percepción y razonamiento se han desviado a veces de las definiciones aristotélicas.
En el esquema aristotélico, el nous es el entendimiento básico o conciencia que permite a los seres humanos pensar racionalmente. Para Aristóteles, esto era distinto del procesamiento de la percepción sensorial, incluyendo el uso de la imaginación y la memoria, que pueden hacer otros animales. Para él, pues, la discusión sobre el nous está relacionada con la discusión sobre cómo la mente humana establece definiciones de forma coherente y comunicable, y si es necesario que las personas nazcan con algún potencial innato para comprender las mismas categorías universales de las mismas maneras lógicas. Derivado de esto también se argumentó a veces, en la filosofía clásica y medieval, que el nous individual debe requerir ayuda de tipo espiritual y divino. Para Aristóteles, el motor inmóvil del universo era un nous cósmico. A raíz de este tipo de explicación, también se llegó a argumentar que el entendimiento humano (nous) de alguna manera proviene de este nous cósmico, que sin embargo no es sólo un receptor del orden, sino un creador del mismo. Tales explicaciones influyeron en el desarrollo de las ideas medievales sobre Dios, la inmortalidad del alma e incluso el movimiento de las estrellas en Europa, el norte de África y Oriente Próximo, tanto entre filósofos eclécticos como entre escritores de las principales religiones de su época.
Para Platón, el nous equivalía a inteligencia. En el Fedro, Platón compara el alma con una rueda alada, con el control de la razón (la mente); la inteligencia (nous), con un caballo obediente; voluntad y corazón (thumos), con caballos inquietos; los deseos, las "entrañas" (epithumia) .

«La esencia (que tiene existencia real), que no tiene color, sin forma, impalpable, que no puede contemplarse sólo por la guía del alma (nous) inteligencia, que es la fuente del conocimiento verdadero se encuentra en este lugar. Al igual que en la mente de Dios la inteligencia se alimenta de ciencia absoluta, tratando de conseguir la comida que se adapte a él, contento de verlos después de un tiempo el ser en sí mismo, alimenta y Bendito va contemplando la verdad».
Fedro, 247